# Nick Stabile

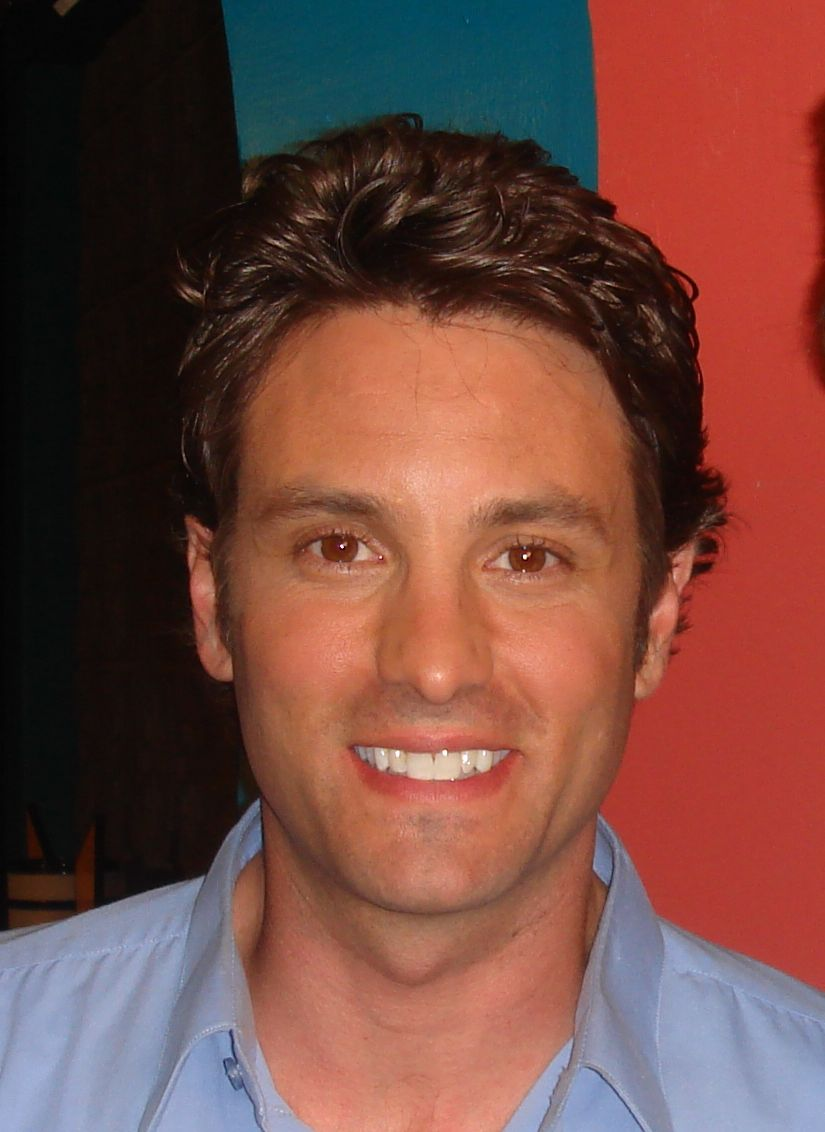
Nick Stabile

Nicholas Francis Stabile, conhecido por Nick Stabile (Wheat Ridge, 4 de março de 1971), é um ator norte-americano.
Estudou no Pomona High School, formou-se na Universidade Estadual do Colorado e especializou-se em artes cênicas no Conservatório Nacional de Teatro de Denver.
Ator de telenovelas, seriados e cinema, atuou nos filmes "Telling of the Shoes" e Bride of Chucky, nos seriados CSI: Miami e Step by Step, e na telenovela Saints & Sinners, entre muitos outros trabalhos.

## Carreira

### Cinema
- Bride of Chucky - 1998
- Leaving Peoria - 2000
- Descendant - 2003
- Dead Write - 2007
- Nancy Drew - 2007
- Sheltered - 2010
- Clown Nose Theory - 2013
- Telling of the Shoes  - 2014

### Televisão
- 1995 - The Client
- 1996 - Step by Step
- 1996 - Boston Common
- 1997/98 - Sunset Beach
- 1999 - Dawson's Creek
- 1999 - Undressed
- 1999 - Charmed
- 2000 - The Beach Boys: An American Family
- 2001 - Popular
- 2002 - Santa, Jr.
- 2004 - Half & Half
- 2004 - Passions
- 2006 - CSI: Miami
- 2007 - Saints & Sinners
- 2008 - Without a Trace
- 2009 - Saving Grace
- 2009 - Days of Our Lives